# Issé (Oper)
Issé ist eine Pastoral-Oper (Originalbezeichnung: „Pastorale heroïque“) in einem Prolog und drei (später fünf) Akten von André Cardinal Destouches (Musik) mit einem Libretto von Antoine Houdar de la Motte. Nach einer konzertanten Aufführung am 7. Oktober 1697 in Fontainebleau erlebte sie ihre szenische Uraufführung am 17. Dezember desselben Jahres im Schloss Trianon und gelangte am 30. Dezember an die Pariser Oper. Am 14. Oktober 1708 hatte dort eine fünfaktige Zweitfassung Premiere.

## Handlung der fünfaktigen Zweitfassung

### Prolog

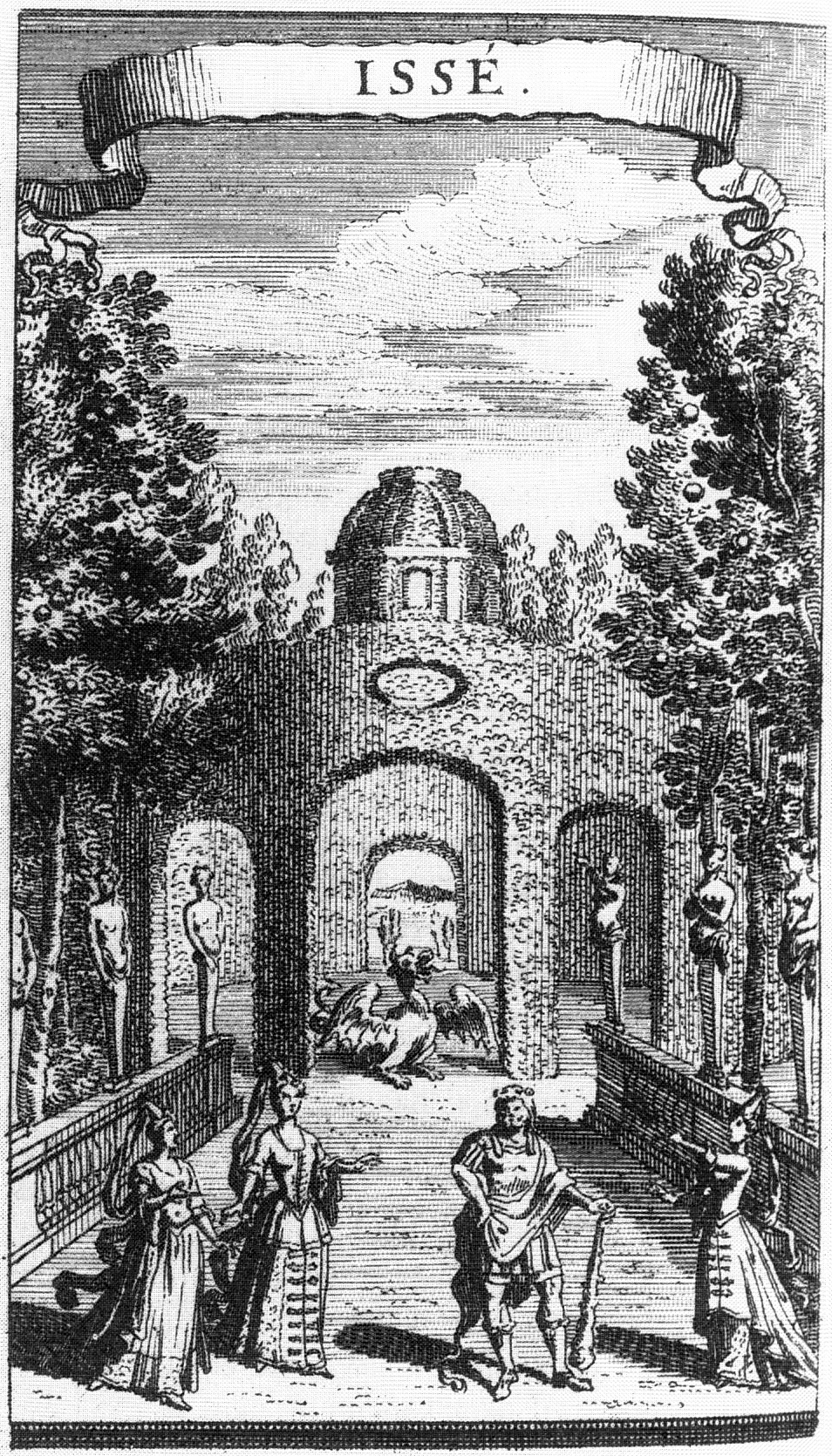
Jean Bérain: Bild aus dem Libretto, Paris 1708

Der Garten der Hesperiden; Bäume mit goldenen Äpfeln; im Hintergrund ein feuerspeiender Drache
Szene 1. Die Hesperiden preisen ihr ruhiges und sicheres Leben in ihrem Garten. Der Drachen beschützt sie und ihre Schätze vor dem Zugriff der Menschen. Auch Amor hat hier keinen Zutritt.
Szene 2. Plötzlich dringt Hercule in den Garten ein und tötet den Drachen. Er ist jedoch nicht gekommen, um die Hesperiden zu versklaven oder zu berauben, sondern um die Früchte des Gartens der ganzen Welt zugänglich zu machen und den Menschen dadurch Frieden zu bringen.
Szene 3. Hercules Vater Jupiter erscheint, fordert seinen Sohn auf, seine verdiente Ruhe zu genießen, und lädt die Völker der Menschen in den Garten ein.
Szene 4. Die Völker strömen herein und feiern. Jupiter ruft Apollon und die anderen Götter hinzu, um dem Ereignis beizuwohnen.

### Erster Akt
Ein Dorf
Szene 1. Apollon ist enttäuscht von der Liebe, nachdem er von Daphne abgewiesen wurde.
Szene 2. Er teilt seinem Freund Pan mit, dass sein Interesse jetzt der Nymphe Issé gilt. Da er diese ohne göttliche Hilfsmittel für sich gewinnen will, hat er sich als Schäfer Philémon verkleidet. Die beiden verstecken sich, als sie Issé bemerken.
Szene 3. Issé fühlt sich hilflos gegenüber den für sie neuen Gefühlen der Liebe, die sie vor der Außenwelt geheim zu halten versucht.
Szene 4. Issés Schwester Doris rät ihr, sich an der Liebe zu genießen. Sie freut sich darüber, dass es dem Schäfer Hilas endlich gelungen ist, Issés Leidenschaft zu wecken. Diese fürchtet sich jedoch vor dem Verlust ihrer Seelenruhe.
Szene 5. Hilas erscheint mit einer Gruppe von Nereiden und den von Amor angeführten Nymphen Dianas, um ihnen seine Geliebte Issé vorzustellen. Er und sein Gefolge fordern die Nymphe nachdrücklich auf, seinem Werben nachzugeben und seine Liebe auszukosten. Issé zögert.

### Zweiter Akt
Der Palast Issés und seine Gärten

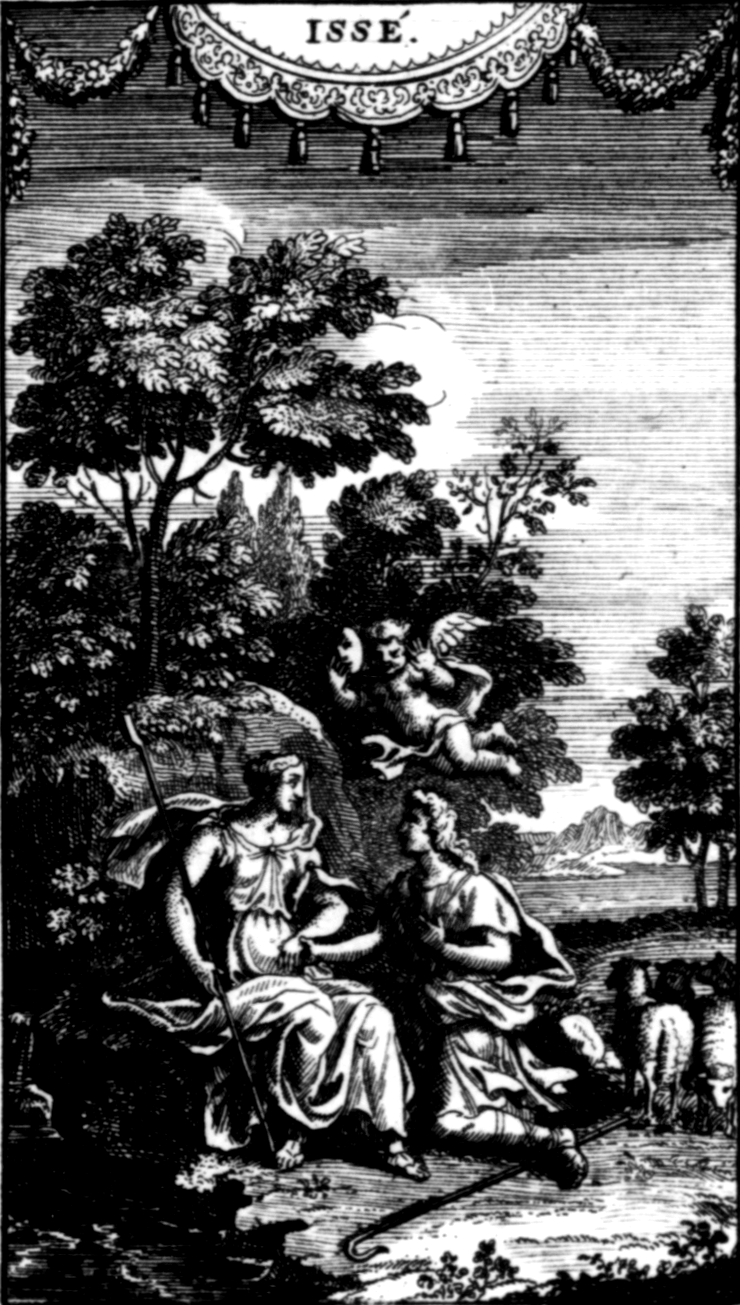
Franz Ertinger: Bild aus dem Libretto, Paris 1703

Szene 1. Issé versucht weiterhin, die Liebe von sich fernzuhalten. Als Doris sie auf den sich nahenden Philémon hinweist, würde sie am liebsten eine Begegnung vermeiden.
Szene 2. Apollo/Philémon wirbt heftig um Issé und fragt sie nach ihren Gefühlen für Hilas. Issé leugnet, dessen Liebe zu erwidern, und hat daraufhin Mühe, Apollon abzuwehren.
Szene 3. Unterdessen bemüht sich Pan um Doris. Auch sie ist zurückhaltend. Pan erklärt ihr, dass die Liebe für ihn nur ein Spiel sei. Dies sei einem schwer zu löschenden Liebesfeuer vorzuziehen.
Szene 4. Schäferinnen und Schäfer preisen die leichte Liebe ohne Schmerzen.

### Dritter Akt
Der Wald von Dodone

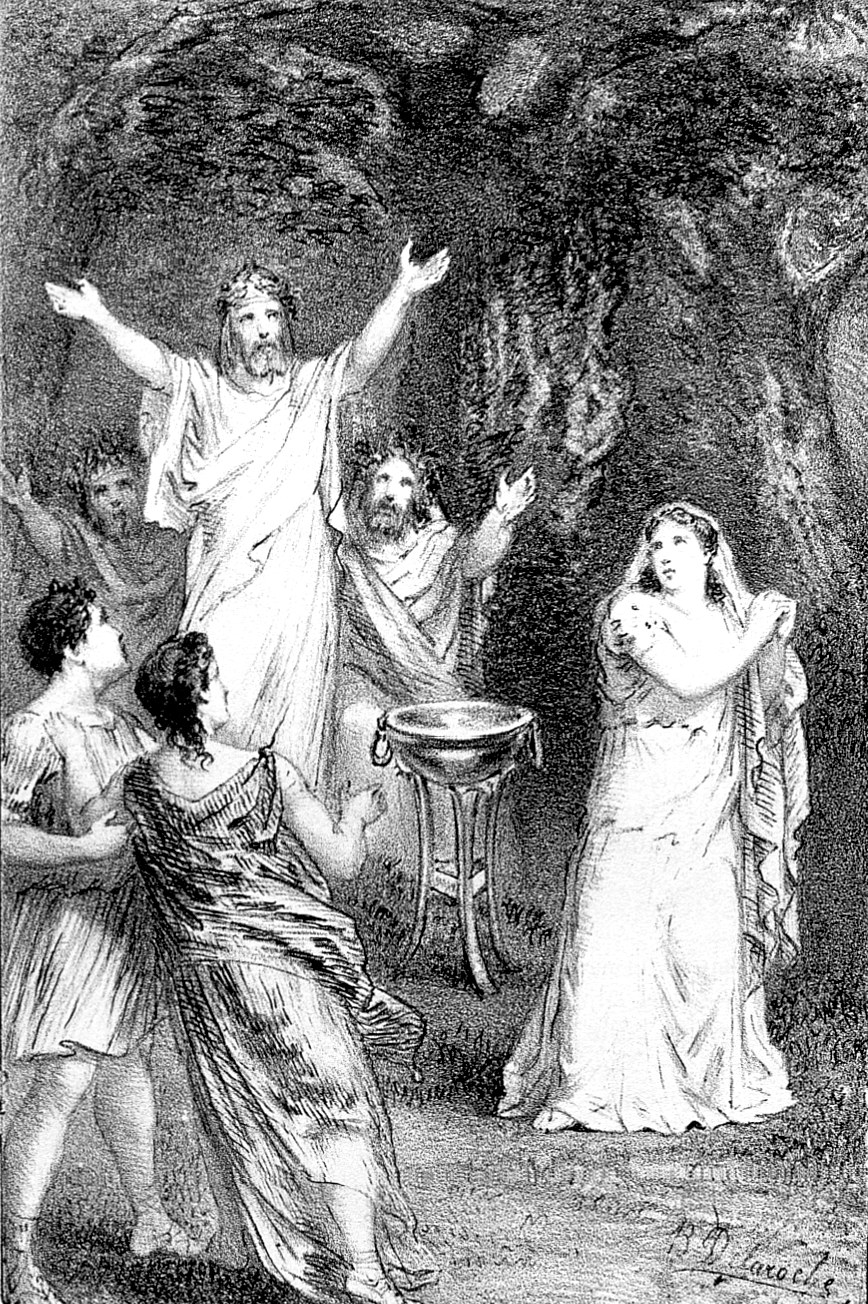
Bild aus dem Klavierauszug von Hector Salomon, Paris 1880

Szene 1. Apollon und Pan überlegen, wie Issé umgestimmt werden kann. Sie beschließen, den göttlichen Willen durch das Orakel zu offenbaren.
Szene 2. Hilas lässt seinem Schmerz in der Wildnis des Waldes freien Lauf.
Szene 3. Die Ankunft von Issé und Doris verstärkt sein Leiden noch, zumal sie ihn weiterhin zurückweist, Amor allein die Schuld an seinen Gefühlen gibt und jede Verantwortung dafür ablehnt.
Szene 4. Pan macht Doris erneut den Hof. Zunächst lehnt sie diesen erklärtermaßen treulosen Liebhaber ab, doch schließlich kann er sie zu einer kleinen Romanze überreden.
Szene 5. Die Priester von Dodone befragen das Orakel nach dem Liebesschicksal Issés. Es verkündet, dass sich Issé von den stärksten Gefühlen entflammen lassen soll und Apollon ihre Liebe begehrt. Issé ist entsetzt.
Szene 6. Eine Nymphe rät Issé, den Wünschen Apollons nachzugeben und seine Liebe zu genießen.

### Vierter Akt
Eine Grotte
Szene 1. In einer einsamen Höhle bejammert Issé ihr Schicksal. Sie hätte lieber den Zorn des Gottes ertragen als seine Liebe. Ein Echo und süße Melodien verwirren sie.
Szene 2. Le Sommeil, der Schlaf, erscheint in Begleitung von Träumen, Zephyren und Nymphen und lässt Issé einschlummern. In ihren Träumen soll sie Apollon in all seinem Glanz sehen.
Szene 3. Auch Hilas hat es in die Einsamkeit der Höhle getrieben. Als er die schlafende Issé entdeckt, betrachtet er sie eine Weile stumm. Sie erwacht jedoch und denkt über ihren Traum nach, in dem sie mit dem Gott Apollon eine Liebesbeziehung eingegangen war, obwohl ihre Gefühle doch eigentlich Philémon gelten. Hilas sieht ein, dass er es mit einem göttlichen Rivalen nicht aufnehmen kann, und zieht sich zurück.
Szene 4. Pan teilt Issé mit, dass Philémon befürchte, sie werde ihn wegen des Orakels verlassen. Sie eilt los, um ihren Geliebten vom Gegenteil zu überzeugen.

### Fünfter Akt
Einsame Gegend

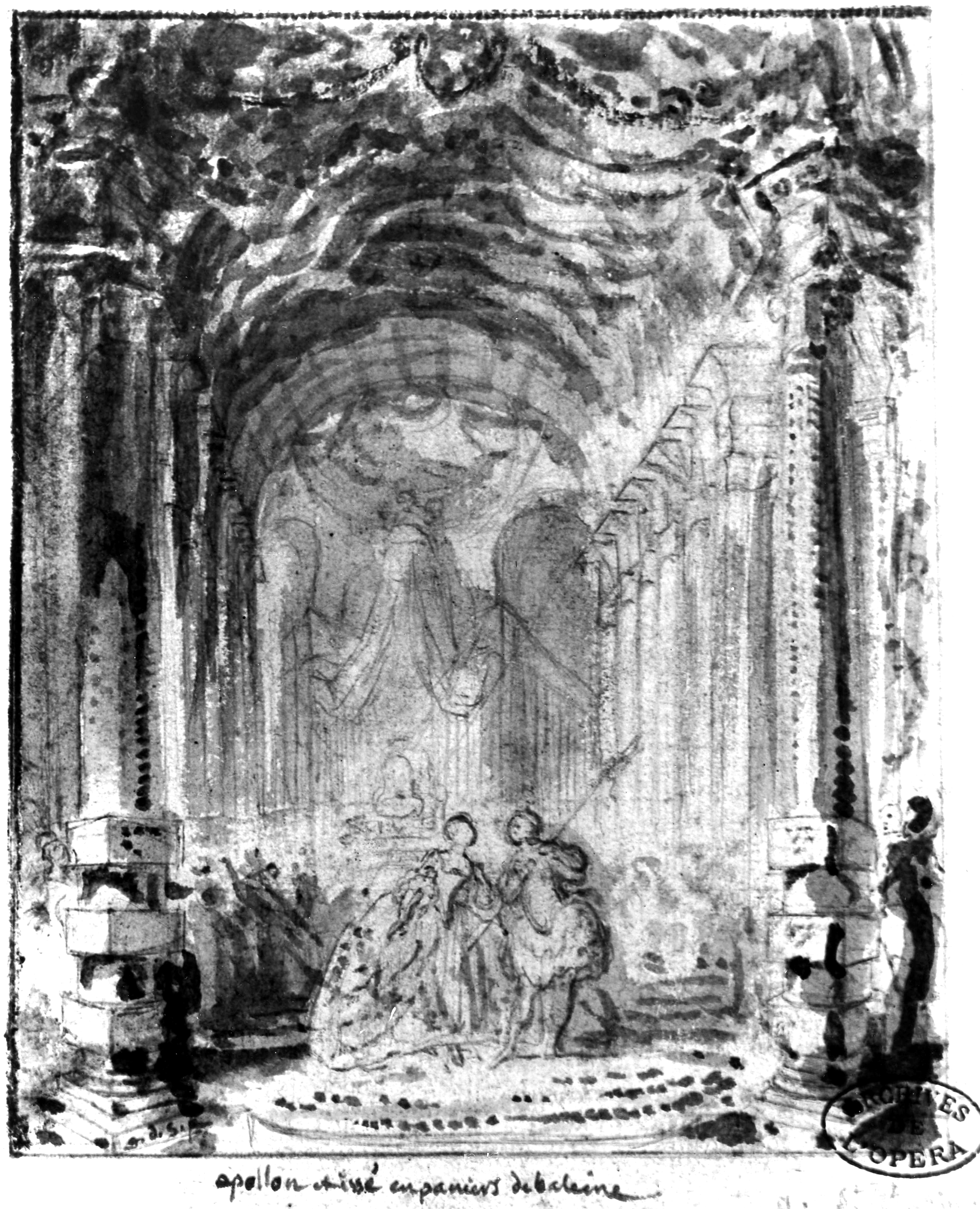
Gabriel de Saint-Aubin: Apollon und Issé

Szene 1. Doris beneidet die Vögel um ihre Fähigkeit zur Liebe ohne Eifersucht.
Szene 2. Sie glaubt, Pan habe sich bereits von ihr ab- und einem anderen Liebesobjekt zugewandt. Beide erkennen, dass sie in der Liebe unterschiedliche Ziele haben, und wollen sich andere Partner suchen.
Szene 3. Philémon gibt vor, auf Apollon eifersüchtig zu sein. Issé versichert ihm jedoch, dass sie nur ihn liebe. Um ihn zu überzeugen, ruft sie Apollon herbei. Dies bereut sie sofort, da sie befürchtet, dass der Gott ihrem Geliebten strafen könnte.
Die Szene verwandelt sich in einen prächtigen Palast
Issé fleht Philémon an, vor dem Zorn Apollons zu fliehen. Der beruhigt sie aber und gibt sich ihr schließlich zu erkennen. Beide bekennen ihre gegenseitige Liebe.
Szene 4. Menschen aus aller Welt bejubeln das Paar und wünschen ihm lebenslanges Glück.

## Gestaltung
Der Prolog hat durch den „Kriegslärm“ („Bruit de guerre“) und den Chor „Battez tambours“ einen kriegerischen Charakter. Er ist laut Vorbemerkung im Libretto allegorisch als direkte Huldigung an König Ludwig XIV. zu verstehen: Der Garten der Hesperiden stelle den Überfluss dar. Der Drachen, der den Eingang dazu verteidigt, sei ein Symbol für den Krieg, der den Handel zum Stillstand bringe und das Volk davon fernhalte. Hercule mache durch seinen Sieg über den Drachen den Garten für jedermann zugänglich. Er sei ein exaktes Bild des Königs, der so oft gesiegt habe, um den Krieg beenden zu können und seinen Völkern und Nachbarn den ersehnten Reichtum zu bringen.
Der erste Akt dagegen wirkt pastoral. Hier gibt es eine Schäfermusik mit Oboen.
Der tragisch-dramatische Charakter des dritten und vierten Akts wird durch große Intervalle und Chromatik verstärkt. Ein Beispiel hierfür ist Hilas’ Arie „Sombre déserts“. Ein langsamer Marsch leitet die darauf folgende Orakelszene ein. Feierlich sind auch die Arie des Oberpriesters „Arbres sacrés“ und das ihm gewidmete Prélude. In der Zweitfassung der Oper wird der Orakelspruch „Issé doit s’enflammer“ von Orchester-Tremoli begleitet.
Chromatik prägt auch Issés Arie „Funeste amour“ zu Beginn des vierten Akts, die von zwei konzertierenden Blockflöten begleitet wird. Im Mittelteil kommt noch eine „flûte allemande“ hinzu. Diese Instrumente werden in unterschiedlichen Kombinationen eingesetzt, um Issés Stimmungswechsel abzubilden. Der folgende Chor der Schlafgeister „Belle Issé“ ist ein dreistimmiger A-cappella-Satz.
Doris’ Vogelarie „Chantez oiseaux“ im fünften Akt ist ein Dialog der Stimme mit den Flöten und der Violine. Im folgenden Duett von Doris und Pan verlaufen die beiden Gesangsstimmen unabhängig voneinander, um die Uneinigkeit der beiden hervorzuheben.

### Orchester
Die Orchesterbesetzung der Oper enthält die folgenden Instrumente:
- Holzbläser: zwei Piccoloflöten, zwei Flöten, zwei Oboen, zwei Fagotte
- Blechbläser: zwei Trompeten
- Pauken, Trommel
- Streicher
- Basso continuo

### Musiknummern
Im Klavierauszug von Hector Salomon (Paris 1880) sind die folgenden Musiknummern angegeben:
- Ouverture

Prolog
- Solo und Chor (Hesperiden): „Nous jouissons ici“
- Chor: „Que de nos plus doux chants“
- Air pour les Hespérides (Ballett)
- Bruit de Guerre
- Chor (Hesperiden): „Dieux! Quel succès!“
- Arie (Hercule): „Craignez-vous que mon bras“
- Air pour la descente de Jupiter
- Arie (Jupiter): „Que ton bras se repose“
- Chor: „Allons, allons, accourons tous“
- Premier air pour les peuples (Ballett)
- Premier et deuxième menuet
- Arie (erste Hesperide): „Que ces lieux sont d’heureux asiles!“
- Deuxième air pour les peuples (Ballett)
- Prélude und Arie (erste Hesperide): „Beaux lieux!“
- Air de Trompettes
- Chor: „Charmants hautbois, douces musettes“
- Arie (Jupiter): „Alcide, ce grand jour“
- Entr’acte

Erster Akt
- Arie (Philémon): „Quand on a souffert“
- Duett (Philémon, Pan): „A qui vous plaiguez-vous“
- Arie (Issé): „Heureuse paix“
- Duett (Doris, Issé): „J’aime à vous voir“
- Arie (Doris): „Quand un doux penchant“
- Marche
- Arie (Hilas): „Nymphes, jugez ici“
- Chor: „Aimez, aimez“
- Deuxième Air (Ballett)
- Chor (Schäfer): „Les doux plaisirs“
- Passe-pied (Ballett)
- Rezitativ (Hilas, Issé): „Sans succès, belle Issé“
- Chor: „Aimez, aimez“
- Entr’acte

Zweiter Akt
- Arie und Rezitativ (Issé, Doris, Philémon): „Amour, laisse mon cœur“
- Duett (Pan, Doris): „Ne songez point à rn’éviter“
- Marche
- Chor: „Changeons toujours dans nos amours“
- Premier Air (Ballett)
- Schäfer: „Formez les plus doux nœuds“
- Chor: „Formez les plus doux nœuds“
- Deuxième Air (Ballett)
- Gigue (Ballett)
- Arie (Doris): „Des oiseaux de ces lieux charmants“
- Premier Rigaudon
- Deuxième Rigaudon

Dritter Akt
- Duett (Philémon, Pan): „La Nymphe esl sensible à mes vœux“
- Arie (Pan):[A 2] „Sombres déserts“
- Rezitativ (Hilas, Issé): „Cruelle, vous souffrez ici“
- Duett (Pan, Doris): „Doris. je vous cherche en tous lieux“
- Marche
- Arie (Oberpriester): „Ministres révérés“
- Chor: „Commençons nos mystères“
- Arie (Oberpriester): „Arbres sacrés“
- Prélude pour le Grand Prêtre
- Arie (Oberpriester): „Mais déjà dans chaque branche“
- Chor: „Chantons, chantons Issé“
- Premier Air pour les Faunes (Ballett)
- Arie (eine Dryade): „Ici les tendres oiseaux“
- Premier Passepied (Ballett)
- Deuxième Passepied (Ballett)
- Entr’acte. Air de Trompettes

Vierter Akt
- Arie (Issé): „Funeste amour“
- Chor und Issé: „Belle Issé“
- Sarabande
- Issé: „C’en est fait“
- Arie (le Sommeil): „Songes, pour Apollon“
- Arie (Hilas): „Que vois-je! c’est Issé.“
- Duett (Issé, Hilas): „Qu’ai-je pensé?“
- Rezitativ (Pan. Issé): „Philémon, belle Issé“
- Entr’acte

Fünfter Akt
- Arie (Doris): „Chantez oiseaux“

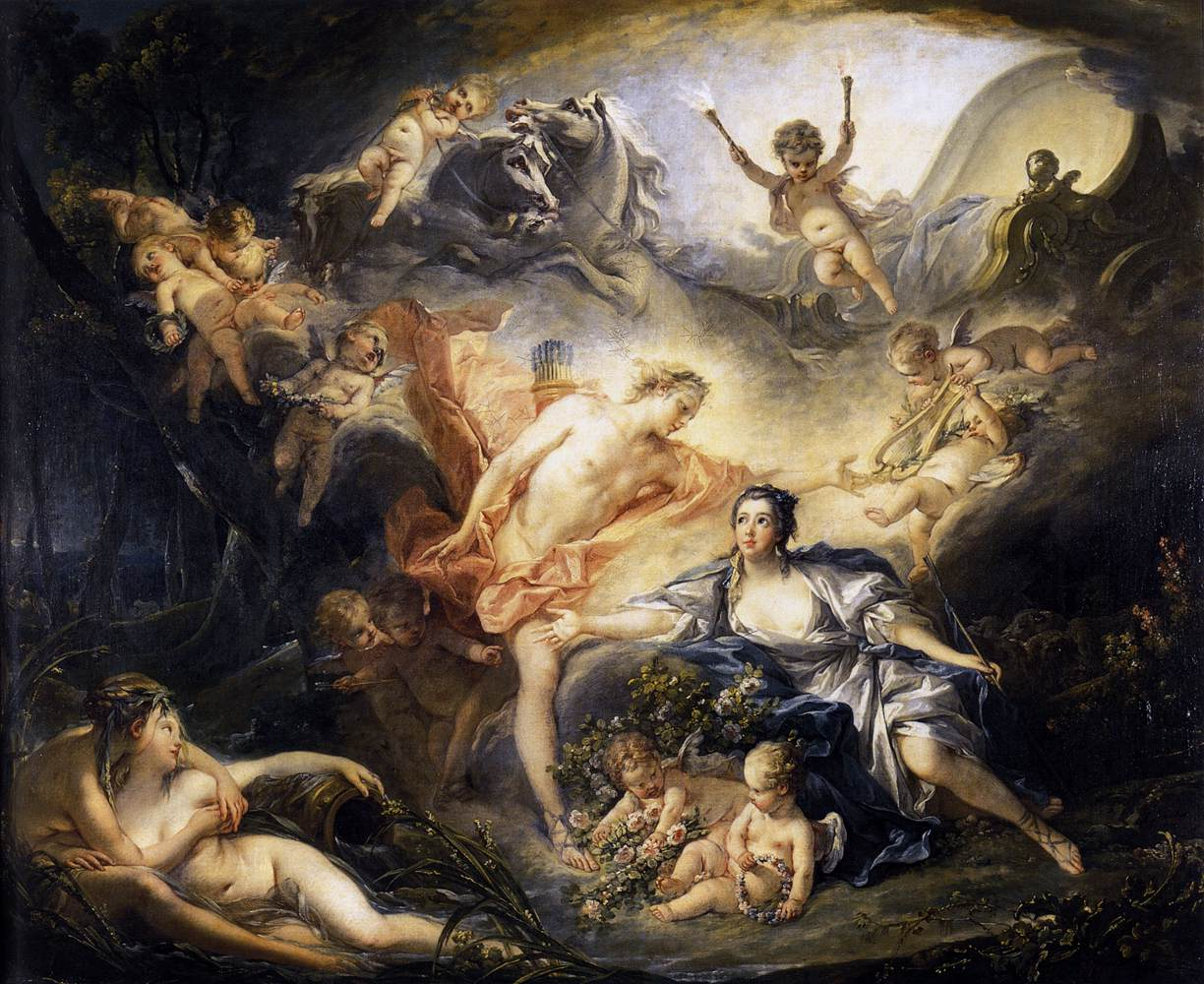
François Boucher: Apollon offenbart Issé seine Göttlichkeit

- Duett (Pan, Doris): „Quel sujet a conduit Doris“
- Arie (Pan): „Heureuse mille fois“
- Duett (Issé, Philémon): „Non. je ne puis me rassurer“
- (Apollon, Issé, les Heures)
- Marche des Nations
- Chor: „Que tes plaisirs sont doux!“
- Air pour les Européens (Ballett)
- Menuet
- Couplet (eine Europäerin): „Ah! que d’attraits“
- Chor: „Ah! que d’attraits“
- Air des Américains (Ballett)
- Couplet (ein Amerikaner): „Peut-on jamais braver l’amour“
- Air pour les Égyptiens (Ballett)
- Air des Chinois (Ballett)
- Chor: „Que tes plaisirs sont doux!“

## Werkgeschichte

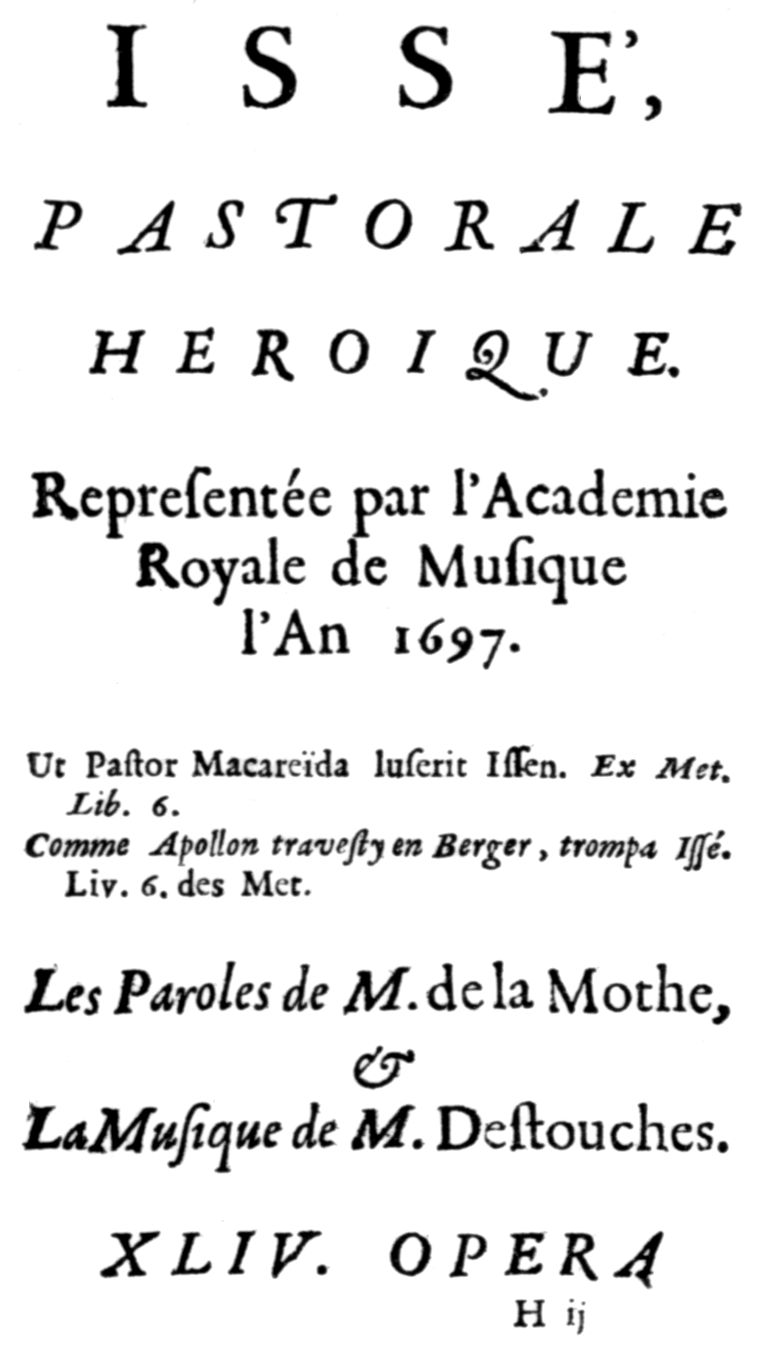
Titelblatt des Librettos, Paris 1703

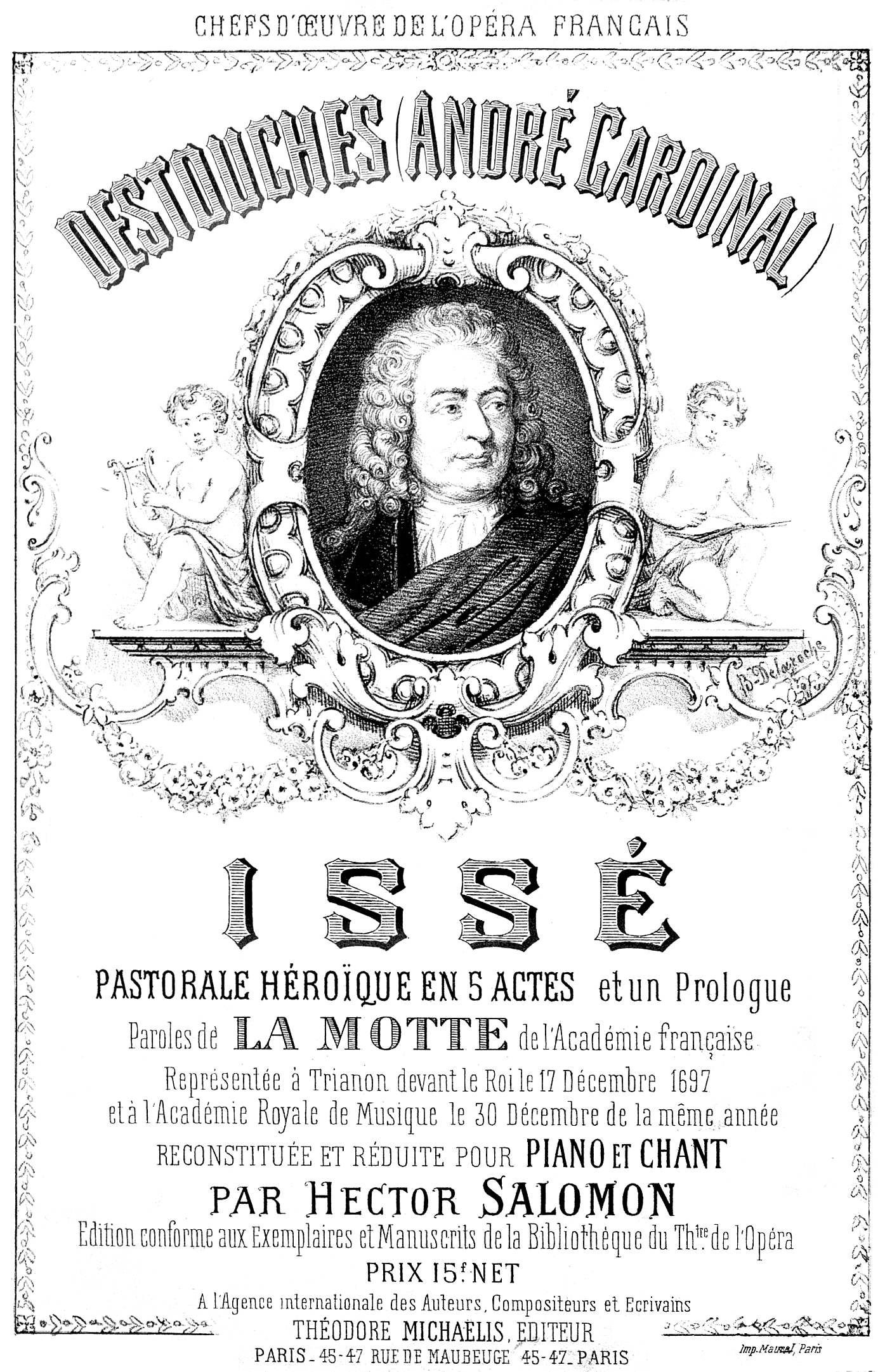
Titelblatt des Klavierauszugs von Hector Salomon, Paris 1880

Das Libretto von André Cardinal Destouchess Oper Issé stammt von Antoine Houdar de la Motte. Es basiert auf einem Abschnitt aus dem 6. Buch der Metamorphosen von Ovid, wie Houdar de la Motte am Anfang des Librettos angab: „Ut Pastor Macareïda luserit Issen. Ex Met. Lib. 6“. Es handelte sich um die erste Oper des damals 25-jährigen Komponisten. Das Werk wurde erstmals am 7. Oktober 1697 konzertant ohne Prolog und ohne Ballette in der Salle de la Belle-Cheminée von Fontainebleau aufgeführt. Die musikalische Leitung hatte Antoine Grimaldi. Es sangen Louis Gaulard Dumesny (Apollon), Jean Dun „père“ (Pan), Gabriel-Vincent Thévenard (Hilas), Marthe Le Rochois (Issé), Françoise „Fanchon“ Moreau (Doris), Antoine Boutelou (Schäfer, Le Sommeil und Orakel) und Charles Hardouin (Oberpriester).
König Ludwig XIV. gefiel die Aufführung so gut, dass er die um einen Prolog und Tänze ergänzen ließ, damit sie im Rahmen der Festlichkeiten zur Hochzeit von Herzog Louis de Bourgogne, seinem ältesten Enkel, mit der erst zwölfjährigen Maria Adelaide von Savoyen aufgeführt werden konnte. Die Hochzeit fand am 7. Dezember 1697 statt, und die Oper wurde am 17. Dezember im Schloss Trianon gespielt. Im Prolog sangen Marie-Louise-Antoinette Desmâtins (erste Hesperide), Charles Hardouin (Hercule) und Gabriel-Vincent Thévenard (Jupiter). Die übrige Besetzung blieb unverändert. Destouches erhielt vom König nach der ersten Aufführung einen Beutel mit 200 Louis d’or. Évrard Titon du Tillet zufolge habe der König Destouches versichert, dass ihm keine Musik seit Lully (der 10 Jahre zuvor verstorben war) so viel Vergnügen bereitet habe wie diese.
Zwei Wochen später, am 30. Dezember 1697 gelangte das Werk in derselben Besetzung an die Pariser Oper. Allein die Sonne des Bühnenbilds benötigte 1300 Kerzen. Issé entwickelte sich zu Destouches erfolgreichster Oper, und auch das Libretto erhielt trotz seines eher uninteressanten Sujets Beifall. Bemängelt wurde allerdings die Behandlung des Paares Doris und Pan. Die Art der Instrumentierung mit ihrer sorgfältigen Bläser-Behandlung hatte Auswirkungen bis in die Zeit Jean-Philippe Rameaus.
1708 wurde das Werk in einer auf fünf Akte erweiterten Neufassung erneut an der Pariser Oper gespielt. Die Tänze erhielten eine noch größere Bedeutung, und die Chöre wurden erweitert. Einige der Arien wurden stilistisch überarbeitet und erhielten analog zum zeitgenössischen Kantatenstil mehr Verzierungen. Außerdem steigerte Destouches die Ausdruckskraft der Musik durch dissonantere Klänge und zusätzliche Motive. Diese Fassung wurde dort in den Jahren 1719, 1721, 1733, 1734, 1741, 1742, 1749 und letztmals für eine Einzelvorstellung am 23. Dezember 1756 sowie 1773 in Versailles anlässlich der Hochzeit des Grafen von Artois, dem späteren König Karl X., wieder aufgenommen. Während dieser Zeit traten fast alle bedeutenden Sänger und Tänzer der Opéra in Issé auf. 1749 spielte Madame de Pompadour die Titelrolle am Théâtre des Petits Cabinets.
Weitere Produktionen gab es 1709 in Lyon, 1710 in Den Haag und 1711 in Brüssel. Eine Bearbeitung von Georg Caspar Schürmann wurde 1710 unter dem Titel Issé oder Die vergnügende Liebe in Wolfenbüttel gezeigt. Außerdem entstanden zwischen 1719 und 1741 insgesamt vier Parodiefassungen.
Die Neue Chorgemeinschaft Vaterstetten und das Barockensemble „Sans-Souci“ unter Konstantin Köppelmann präsentierten die Oper am 25. Juli 2010 konzertant im Rathaus Vaterstetten.
Im Oktober 2018 wurde Issé in der Königlichen Oper Versailles gezeigt, im Radio gesendet und anschließend auf CD herausgegeben. Das Ensemble Les Surprises und der Chœur des chantres du Centre de Musique Baroque de Versailles spielten unter der Leitung von Louis-Noël Bestion de Camboulas auf Basis einer im Jahr 1724 publizierten Partitur, in der der Moment der Offenbarung Apollons umgestaltet wurde – statt „Ah! Je suis Apollon“ lautet der Text nun „Ah! c’est trop, belle Issé, voyez couler des larmes“.

## Aufnahmen
- 13.–15. Oktober 2018 – Louis-Noël Bestion de Camboulas (Dirigent), Les Surprises, Chœur des chantres du Centre de Musique Baroque de Versailles.
 Mathias Vidal (Apollon), Mathieu Lécroat (Jupiter und Pan), Thomas Dolié (Hilas), Judith Van Wanroij (Issé), Chantal Santon (Doris), Stephen Collardelle (Schäfer, Le Sommeil und Orakel), Etienne Bazola (Hercule und Oberpriester), Eugénie Lefebvre (erste Hesperide, Nymphe und Dryade).
 Aufnahme aus der Königlichen Oper Versailles.
 Éditions Ambronay.[13]

## Digitalisate
- Issé: Noten und Audiodateien im International Music Score Library Project
- Partitur, Paris 1697. Digitalisat bei Gallica
- Partitur, Paris 1708. Digitalisat bei Gallica
- Partitur, Paris 1724. Digitalisat bei Gallica
- Libretto (französisch), Paris 1697/1703. Digitalisat der Library of Congress
- Libretto (französisch), Paris 1708. Digitalisat der Library of Congress
- Klavierauszug von Hector Salomon, Paris 1880. Digitalisat im Internet Archive. Erschienen in der Reihe Chefs-d’œuvre classiques de l’opéra français